# Paris-Roubaix 1949
Paris-Roubaix 1949 a fost a 47-a ediție a Paris-Roubaix, o cursă clasică de ciclism de o zi din Franța. Evenimentul a avut loc pe 17 aprilie 1949 și s-a desfășurat pe o distanță de 244 de kilometri de la Paris până la velodromul din Roubaix. Câștigătorii au fost Serse Coppi din Italia și André Mahé din Franța.

## Rezultate
| Loc | Ciclist                     | Timp       |
| --- | --------------------------- | ---------- |
| 1   | Serse Coppi (ITA)           | 6h 11' 59" |
| 1   | André Mahé (FRA)            | 6h 11' 59" |
| 3   | Frans Leenen (BEL)          | +0' 00"    |
| 4   | Georges Martin (FRA)        | +0' 00"    |
| 5   | Jésus-Jacques Moujica (FRA) | +0' 00"    |
| 6   | André Declerck (BEL)        | +0' 00"    |
| 7   | Florent Mathieu (BEL)       | +0' 00"    |
| 8   | Roger Gyselinck (BEL)       | +0' 00"    |
| 9   | Achiel Buysse (BEL)         | +0' 00"    |
| 10  | Albert Anciaux (BEL)        | +0' 00"    |